# Achelia hoekii
Achelia hoekii is een zeespin uit de familie Ammotheidae. De soort behoort tot het geslacht Achelia. Achelia hoekii werd in 1889 voor het eerst wetenschappelijk beschreven door Pfeffer. 